# Alberto Caprara
Alberto Caprara (Bologna, 26 novembre 1627 – Bologna, 20 dicembre 1691) è stato un letterato e diplomatico italiano, al servizio del Sacro Romano Impero.

## Biografia
Fratello del Cardinale Alessandro Caprara (1626)

### Partecipazione ad Accademie Letterali
Accolto nell'Accademia dei Gelati, nel 1654 ne viene eletto principe e le adunanze accademiche si terranno nella sua casa.
Soggiornerà a Roma tra il 1654 e il 1660 e ivi frequenterà l'Accademia degli Umoristi.
Nel 1684 frequenterà l'Accademia della Regina Cristina di Svezia.

### Carriera Diplomatica
Inviato straordinario dell'Imperatore Leopoldo I alla Porta Ottomana nell'anno 1682 per rinnovare il trattato di Vasvár 1664 (Pace di Eisenburg);
faceva parte della delegazione in qualità di diarista Giovanni Benaglia che scrisse Relatione del viaggio fatto à Costantinopoli, e ritorno in Germania, dell'illustrissimo signor conte Alberto Caprara, gentilhuomo della camera dell'imperatore.

## Elenco delle opere
- Orazione per l'Immaculata Santissima Concezione di Maria Vergine. Del conte Alberto Caprara a madama serenissima la signora principessa Margherita de' Medici Farnese duchessa di Parma, Roma, per Ignatio de' Lazari, 1667
- La felicita della Polonia nella coronatione della sacra real maestà di Leonora d'Austria sua regina oratione del conte Alberto Caprara alla sacra cesarea real maestà dell'imperatrice Leonora, Vienna, Lepoldo Voigt stampatore dell'Università, 1670
- Consolatione del conte Alberto Caprara per la marchesa Olimpia Nari Caprara nella morte de'un suo figlio. Al conte Enea Caprara gentilhuomo della Camera di S.M. Cesarea, colonnello di cavalleria, e sergente generale di battaglia, Vienna, per Michele Thurmajer Stampator Accademico, 1672
- Insegnamenti del vivere del conte Alberto Caprara a Massimo suo nipote, Bologna, per l'erede di Domenico Barbieri ad instanza di Gio. Francesco Dauico detto il Turrino, 1672
- Li precetti del matrimonio da Plutarco dettati à Polliano, ed Euridice e di nuouo spiegati dal conte Alberto Caprara... al senatore conte Alessio Orsi, e contessa Artimisia Caprara suoi nipoti, Roma, nella stamperia della R.C.A., 1684
- Relatione del presente Governo ottomano fatta dal sig. Alberto Caprara, stato ultimamente internunzio a quella corte, Lucca, appresso Iacinto Paci, 1684
- Applausi poetici nel monacarsi l'illustrissima signora contessa Margherita Felice Caprara pigliando il nome di d. Maria Scolastica Girolama Diletta nel monastero di Santa Margherita, Bologna, per Giuseppe Longhi, 1688